# Śrī Gupta
Sri Gupta (240-280) fue el rey iniciador del Imperio gupta en el norte de la India. Una zona del norte o centro de Bengala podría haber sido el hogar de la familia Gupta en ese momento. Sin embargo, no hay evidencia disponible.
Fue sucedido por el rey Ghatótkacha.
La primera evidencia de Sri Gupta proviene de los escritos de Yi Ching, alrededor del año 690 d. C., quien describe que la inscripción de cobre de Pune (India), de la princesa Prabhavati Gupta (hija del rey Chandra Gupta II) describe a un «Majarásh Sri-Gupta» como fundador de la dinastía Gupta.